# Французько-грузинські відносини
Французько-грузинські відносини — це зовнішні відносини між Францією та Грузією. Дипломатичні відносини між обома країнами були встановлені 21 серпня 1992 року. Французьке посольство у Грузії розташоване у Тбілісі, а Посольство Грузії у Франції — у Парижі.